# Leopold Weninger
Leopold Weninger (Feistritz am Wechsel, 13 de octubre de 1879 - Naunhof, 28 de febrero de 1940), compositor, director de orquesta y arreglista alemán de ascendencia austriaca.

## Vida
Leopold Weninger, hijo de un maestro, asistió a la escuela en Wiener Neustadt. De 1896 a 1899 estudió, entre otras materias, composición y piano con Robert Fuchs en el conservatorio del Gesellschaft der Musikfreunde de Viena. Realizó posteriores estudios entre 1899 y 1901 en Bad Kissingen y entre 1909 y 1912 en Dresde y Leipzig. De 1902 a 1909 trabajó como director de música en Bautzen, en el Teatro de Görlitz, en Liegnitz y en el Teatro de Erfurt. A partir de 1914 escribió arreglos y fungió como experto para distintas editoriales musicales (p.ej. para Anton J. Benjamin Hamburgo/Leipzig), siendo también arreglista para orquestas de salón.
Fue miembro del NSDAP, el Partido Nazi, (con n.º de afiliado 906.408) desde el 1 de febrero de 1932. Durante la época del nacionalsocialismo trabajó en el departamento de cultura del NSDAP del distrito de Leipzig y en la sección local de la Nationalsozialistischen Kulturgemeinde (miembro de la Liga en Defensa de la Cultura Alemana) de Leipzig. En la sección de música, junto a Fritz Müller-Krippen, también miembro del partido, organizó una serie dedicada a la música de cámara llamada Bunte Kammermusikabende.
Compuso diversas obras a tono con el régimen y realizó arreglos de muchas piezas nacionalsocialistas, entre ellas, en 1933, Jung-Deutschland, que era un poupurrí de marchas para gran orquesta; el melodrama con acompañamiento para piano Die Fahne hoch. Im hochroten Osten der Residenz. Ein Melodram aus der schweren Zeit der deutschen Schicksalswende (literalmente: drama musical sobre la difícil época de cambio en el destino de Alemania) a partir de un texto de H. Marcellus; un arreglo del himno del partido nazi Horst-Wessel-Lied para piano y voz cantante, así como para violín y mandolina; o asimismo Sieg Heil! 43 SA-Marsch- und Kampflieder, (Sieg Heil!, canto y marcha de combate de las SA) adaptado y arreglado por L. Weninger. continuando en 1934 con una marcha —Sturmführer-Marsch— además del himno hitleriano Gott sei mit unserem Führer (Dios esté con nuestro Führer) con texto de L. von Schenkendorf. En 1938 arregló diversas marchas de las SA para conjuntos de tipo Harmonie, entre las que se cuentan Ehre am Rhein —Marcha de las SA n.º 3— o Die Sturmabteilung von Edelweiß —Marcha de las SA n.º 4—
Como musicógrafo, en 1935, en el Mitteilungsblatt der NS-Kulturgemeinde (el boletín del centro cultural nacionalsocialista) alabó la recientemente presentada guía operística de Otto Emil Schumann con las siguientes palabras: «[…] lo mejor de este opúsculo está en su expresión clara y fácil de comprender por cualquier paisano […]», en el cual también destiló consideraciones antisemitas: «si se sigue incluyendo a Meyerbeer, Offenbach, Schönberg, Korngold y a Krenek, ello es con el único propósito de llegar a entender por qué esas obras están rechazadas hoy en día, cosa que en el texto se demuestra con una lógica indiscutible. […]»
Weninger es autor de, entre otras obras, la partitura orquestal del Himno Nacional del Perú en la versión sinfónica que se viene interpretando desde 1936.
Leopold Weninger publicó muchas de sus composiciones bajo el seudónimo de Leo Minor. A partir de 1937 residió en Naunhof, lugar donde murió. Fue padre del productor de cine Manfred Otto (Otto Manfred) Weninger.

## Polémica por su pasado nazi
La Marcha Radetzky, que desde su introducción en 1946 servía de cierre al Concierto de Año Nuevo que anualmente ofrece la Orquesta Filarmónica de Viena en el Musikverein de la capital austriaca, se estuvo interpretando puntualmente con los arreglos de Weninger que la habían popularizado, siendo cada año la parte más esperada y reconocida del concierto, hasta la edición de 2020, donde teniendo en cuenta el problemático pasado nazi de Weninger, se abandonó su versión, prefiriéndose otra que no se pudiera asociar con el nazismo.

## Obras
- Schauspielmusik zu F. Grillparzers "Die Ahnfrau" 1907
- Orchesterstück 1915
- Frühling im Wienerwald, Walzer
- Erinnerung an Verdis Aida, Fantasie 1932
- Pastorale für Violine und Orgel 1932
- Pifferari (Die Querpfeifer), Intermezzo caratteristico 1937
- Rococo-Serenade für Violine und Klavier
- Operette Das Bärmädel

## Escritos sobre el autor
- Leopold Weninger: Der "Bearbeiter" im Wandel der Zeiten, in: Das goldene Buch des Kapellmeisters, Düsseldorf 1931, S. 23–24.
- Leopold Weninger: Rückblicke: persönliche Aufzeichnungen des bekannten deutschen Arrangeurs u. Komponisten, Leipzig 1940.

## Documentos
- Documentos autógrafos de Leopold Weninger hallados en el fondo de la editora musical A.J. Benjamin/Hans C. Sikorski KG en el Archivo Estatal de Leipzig (Sajonia).